# Lubocz (Kalety)
Lubocz – część miasta Kalet w województwie śląskim, w powiecie tarnogórskim.
Niewielkie skupisko osadnicze w zachodniej części miasta, powiązane historycznie z Jędryskiem. 30 lipca 1933 Jędrysek włączono do powiatu lublinieckiego, a dwa miesiące później, 1 października 1933, do gminy Kalety. W związku z nadaniem gminie Kalety praw miejskich 1 stycznia 1951 Lubocz stał się obszarem miejskim.